# Белмон сир Ранс
Белмон сир Ранс (фр. Belmont-sur-Rance) насеље је и општина у јужној Француској у региону Миди Пирене, у департману Аверон која припада префектури Мијо.
По подацима из 2011. године у општини је живело 987 становника, а густина насељености је износила 22,34 становника/km². Општина се простире на површини од 44,19 km². Налази се на средњој надморској висини од 460 метара (максималној 854 m, а минималној 394 m).

## Демографија
| 1962. | 1968. | 1975. | 1982. | 1990. | 1999. | 2011. |
| ----- | ----- | ----- | ----- | ----- | ----- | ----- |
| 922   | 877   | 794   | 883   | 1.021 | 1.006 | 987   |

График промене броја становника у току последњих година